# Mimulus congdonii
Espèce
Mimulus congdonii est une espèce de Mimulus (parfois appelées « mimules ») connue en anglais sous le nom de Congdon's monkeyflower (littéralement, « fleur-singe » de Congdon ou, plutôt, monkeyflower de Congdon). Elle est endémique à la Californie où elle a une distribution éparse et localisée dans les montagnes et les collines entre les chaînes côtières californiennes du Nord et les Peninsular Ranges. Elle pousse dans les endroits humides sur les pentes et dans les canyons. Il s'agit d'une petite plante annuelle poilue qui a une tige mince qui ne dépasse pas 10 centimètres de hauteur. Son feuillage est vert-pourpre. Les feuilles disposées de manière opposée ont une forme ovale et son bordées de poils. Elles atteignent une longueur d'environ 3 centimètres. La plante porte des fleurs magenta à forme de trompette à gorge étroite de 1 à 3 centimètres de long.